# Biała (rejon mohylowski)
Biała (ukr. Біла) – wieś na Ukrainie, w obwodzie winnicki, w rejonie mohylowskim, nad Murafą.
W czasach Rzeczypospolitej wieś leżała w województwie podolskim. Odpadła od Polski w wyniku II rozbioru.